# Port lotniczy Billings Logan
Port lotniczy Billings Logan (IATA: BIL, ICAO: KBIL) – port lotniczy położony w Billings, w stanie Montana, w Stanach Zjednoczonych.